# Veyrier
Veyrier – miasto i gmina (fr. commune; niem. Gemeinde) w Szwajcarii, w kantonie Genewa.

## Położenie
Leży na południowo-wschodnim skraju kantonu, u podnóży masywu Salève. Od północy ogranicza teren gminy rzeka Arve, zaś od wschodu i południowego wschodu granica państwowa z Francją. W jej skład wchodzą również osiedla Petit-Veyrier, Pinchat, Vessy i Sierne. Przez gminę biegnie droga nr 112, prowadząca do przejścia granicznego Veyrier - Étrembières.

## Demografia
W Veyrier mieszka 11 861 osób. W 2020 roku 34,7% populacji gminy stanowiły osoby urodzone poza Szwajcarią.

## Transport
Przez teren miasta przebiegają drogi główne nr 112 i nr 114.